# تیراندازی براتیسلاوا در سال ۲۰۲۲
در ۱۲ اکتبر ۲۰۲۲، در تیراندازی در براتیسلاوا، اسلواکی، دو نفر کشته شدند و نفر سوم زخمی شد. تیراندازی در مقابل بار همجنس‌گرایان به نام Tepláreň رخ داد، یک مکان شناخته شده که جامعهٔ محلی دگرباشان در آن رفت و آمد می‌کنند. جسد عامل حمله صبح روز بعد پیدا شد. این تیراندازی که یک جنایت ضد دگرباش جنسی با نفرت اعلام شده، از ۱۷ اکتبر ۲۰۲۲، در دست بررسی است و به عنوان یک حمله تروریستی طبقه‌بندی شده‌است.